# Canton d'Aramon
Le canton d’Aramon est une ancienne division administrative du département du Gard, dans l’arrondissement de Nîmes.

## Composition
| Nom                  | Code Insee | Intercommunalité   | Superficie (km2) | Population (dernière pop. légale) | Densité (hab./km2) |
| -------------------- | ---------- | ------------------ | ---------------- | --------------------------------- | ------------------ |
| Aramon (chef-lieu)   | 30012      | CC du Pont du Gard | 31,16            | 4 047 (2014)                      | 130                |
| Comps                | 30089      | CC du Pont du Gard | 8,60             | 1 731 (2014)                      | 201                |
| Domazan              | 30103      | CC du Pont du Gard | 11,42            | 913 (2014)                        | 80                 |
| Estézargues          | 30107      | CC du Pont du Gard | 11,59            | 511 (2014)                        | 44                 |
| Meynes               | 30166      | CC du Pont du Gard | 16,66            | 2 457 (2014)                      | 147                |
| Montfrin             | 30179      | CC du Pont du Gard | 15,29            | 3 199 (2014)                      | 209                |
| Saint-Bonnet-du-Gard | 30235      | CC du Pont du Gard | 6,84             | 861 (2014)                        | 126                |
| Sernhac              | 30317      | CA Nîmes Métropole | 8,93             | 1 728 (2014)                      | 194                |
| Théziers             | 30328      | CC du Pont du Gard | 11,34            | 1 100 (2014)                      | 97                 |

## Administration

### Juges de paix
| Période | Période | Identité           | Fonction précédente                           | Observation |
| ------- | ------- | ------------------ | --------------------------------------------- | ----------- |
| 1824    | 1831    | Joseph de Jossaud  | Suppléant du juge de paix du canton           | -           |
| 1831    | 1847    | Claude Carrière    |                                               | -           |
| 1847    | 1852    | Alfred Dumas       |                                               | -           |
| 1852    | 1866    | Guillaume Dassas   |                                               | -           |
| 1866    | 1869    | François Girou     | Juge de paix du canton de Chanac              | -           |
| 1869    | 1870    | Pierre Bertrand    |                                               | -           |
| 1870    | 1871    | Augustin Brunet    | Juge de paix du canton de Valréas             | -           |
| 1871    | 1876    | Pierre Bertrand    | Juge de paix du canton                        | -           |
| 1876    | 1877    | Malignon           | Juge de paix du canton de Loriol-sur-Drôme    | -           |
| 1877    | 1878    | Avon               |                                               | -           |
| 1878    | 1879    | Queyrat            | Juge de paix du canton de Mormoiron           | -           |
| 1879    | 1880    | Cabrol             |                                               | -           |
| 1880    | 1881    | Albert Dugua       |                                               | -           |
| 1881    | 1883    | Antoine Marty      |                                               | -           |
| 1883    | 1891    | Joseph Bruneau     |                                               | -           |
| 1891    | 1906    | Émile Ladam        | Juge de paix du canton de Barjac              | -           |
| 1906    | 1917    | Jean Cauzid        | Juge de paix du canton de Nasbinals           | -           |
| 1918    | 1927    | Jean-Pierre Gleize | Juge de paix du canton de Routot              | -           |
| 1927    | 1947    | Louis Gilles       | Juge de paix à compétence étendue à Mananjary | -           |

### Conseillers généraux
| Période         | Période          | Identité                                                   | Étiquette             | Qualité                                                                              |
| --------------- | ---------------- | ---------------------------------------------------------- | --------------------- | ------------------------------------------------------------------------------------ |
| 1833            | 1848             | Pierre Philippe Auguste Antoine de Sauvan Marquis d'Aramon |                       | Pair de France, propriétaire, maire d'Aramon                                         |
| 1848            | 1852             | Louis Frézier                                              |                       | Notaire à Montfrin, conseiller d'arrondissement                                      |
| 1852            | 1871             | Jules Escalier de Ladevèze                                 |                       | Procureur impérial au Tribunal de Nîmes                                              |
| 1871            | 1872 (décès)     | Ulysse Larrey (1807-1872)                                  | Républicain           | Maire de Montfrin                                                                    |
| 1872            | 1877             | Hippolyte Lacroix (1823-1881)                              | Républicain           | Médecin, propriétaire à Vallabrègues                                                 |
| 1877            | 1883             | Christophe Coullomb                                        | Républicain           | Docteur en médecine à Vallabrègues Maire d'Aramon, conseiller d'arrondissement       |
| 1883            | 1901             | Henri Bertrand                                             | Républicain           | Propriétaire, adjoint au maire de Nîmes                                              |
| 1901            | 1907             | Jules Escalier de Ladevèze                                 | Rad.                  | Juge d'instruction à Nîmes, propriétaire à Aramon                                    |
| 1907            | 1912 (démission) | Gaston Crouzet                                             | Rad.                  | Maire de Nîmes (1900-1908)                                                           |
| 25 février 1912 | 1925             | Clément Cadenet                                            | Rad.                  | Industriel et agriculteur Maire de Sernhac (1904-1921), conseiller d'arrondissement  |
| 1925            | 1940             | Ernest Matet                                               | SFIO                  | Médecin à Montfrin                                                                   |
|                 |                  |                                                            |                       |                                                                                      |
| 1942            | 1945             | Gabriel Pon                                                | AF                    | Maire de Sernhac Nommé conseiller départemental en 1942                              |
|                 |                  |                                                            |                       |                                                                                      |
| 1945            | 1964             | Ernest Matet                                               | SFIO                  | Médecin Président du conseil général de 1951 à 1957 Maire de Montfrin de 1959 à 1965 |
| 1964            | 2001             | Jean Poudevigne                                            | DVD puis CDP puis UDF | Conseil en relations publiques Député (1958-1973) Maire de Domazan de 1959 à 1989    |
| 2001            | 2015             | Gérard Blanc                                               | UDF puis DVD          | Chef d'entreprise Maire de Meynes (2001-2014) Elu en 2015 dans le Canton de Redessan |

### Conseillers d'arrondissement (de 1833 à 1940)
| Période                                  | Période          | Identité                             | Étiquette   | Qualité |
| ---------------------------------------- | ---------------- | ------------------------------------ | ----------- | --- |
| 1833                                     | 1835 (décès)     | Charles de Pougnadoresse (1781-1835) |             | Officier surnuméraire du Génie, propriétaire à Aramon                                                       |
| 1836                                     | 1842             | Alfred Dumas                         |             | Notaire, maire de Montfrin                                                                                  |
| 1842                                     | 1848             | Louis Frézier                        |             | Notaire à Aramon                                                                                            |
| 1848                                     | 1852             | Henri de Chastellier                 |             | Propriétaire à Comps                                                                                        |
| 1852                                     | 1858 (démission) | Isidore Correnson (1802-1891)        |             | Conseiller à la Cour impériale                                                                              |
| 1858                                     | 1864             | Félix Ducoin (1822-1918)             |             | Avocat, ancien substitut à Orange (Vaucluse)                                                                |
| 1864                                     | 1871             | Hippolyte Saut                       |             | Avocat, propriétaire à Montfrin                                                                             |
| 1871                                     | 1877             | Denis Couvin                         |             | Ancien boulanger, propriétaire à Aramon                                                                     |
| 1877                                     | 1881 (démission) | Christophe Coullomb                  | Républicain | Docteur en médecine, maire d'Aramon                                                                         |
| 1881                                     | 1889             | Charles Granier                      |             | Notaire, maire d'Aramon                                                                                     |
| 1889                                     | 1898             | Henri Triaire                        | Républicain | Agent voyer cantonal à Saint-Chaptes, propriétaire au Trives à Sumène, élu en 1898 dans le canton de Sumène |
| 7 août 1898                              | 1904             | M. Triaire                           | Républicain | |
| 1904                                     | 1910             | Amand Peyrot                         |             | Propriétaire à Montfrin                                                                                     |
| 1910                                     | 1912             | Clément Cadenet                      | Radical     | Agriculteur, maire de Sernhac                                                                               |
| 14 avril 1912                            | 1919             | Claudius Fabre                       | Radical     | Agriculteur, adjoint au maire d'Aramon                                                                      |
| 1919                                     | 1940             | Marius Raffin                        | radical     | Cafetier à Aramon,                                                                                          |
| 1940                                     |                  |                                      |             | Les conseils d'arrondissement ont été suspendus par la loi du 12 octobre 1940 et n'ont jamais été réactivés |
| Les données manquantes sont à compléter. |                  |                                      |             | |

## Illustrations

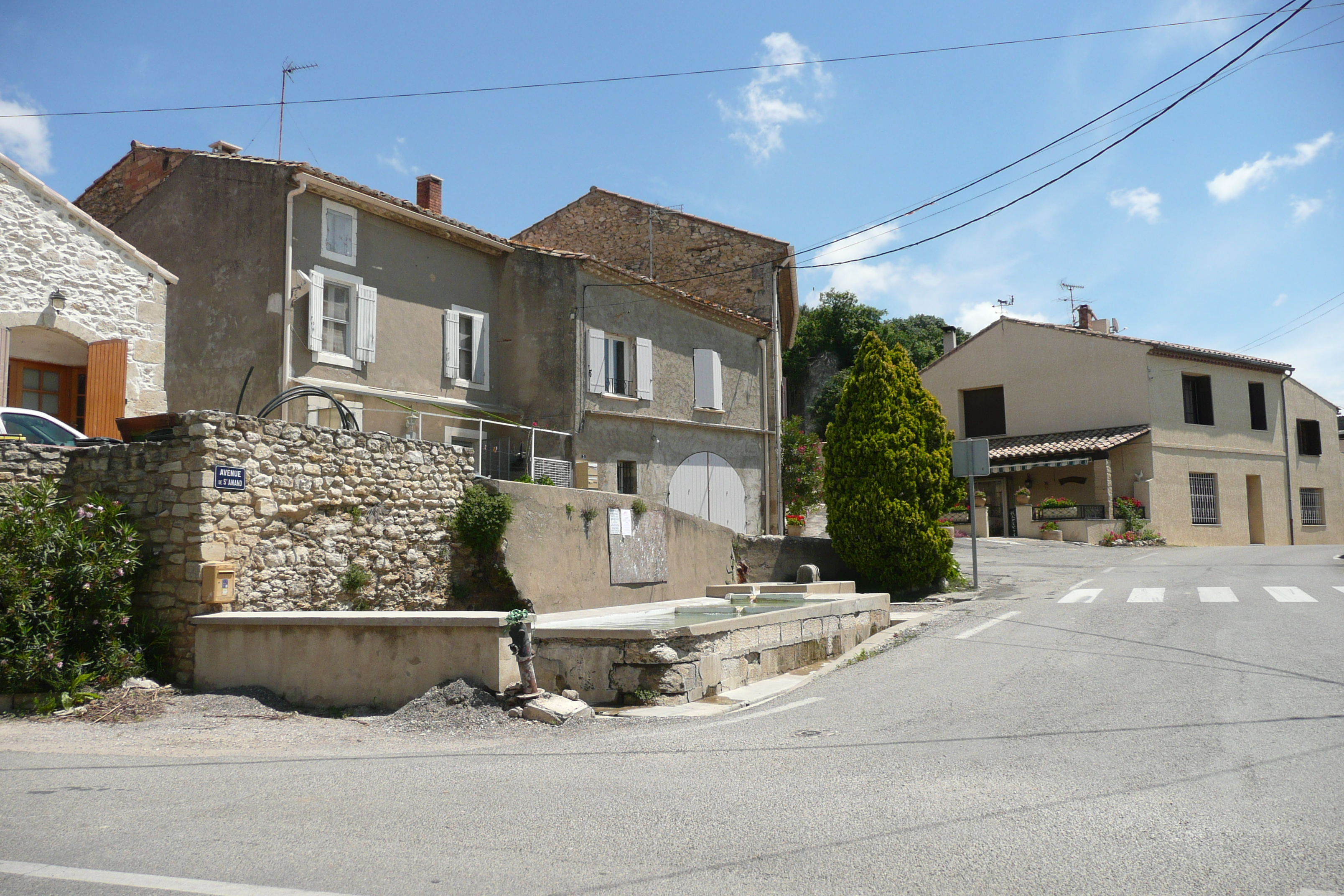
Le village de Théziers
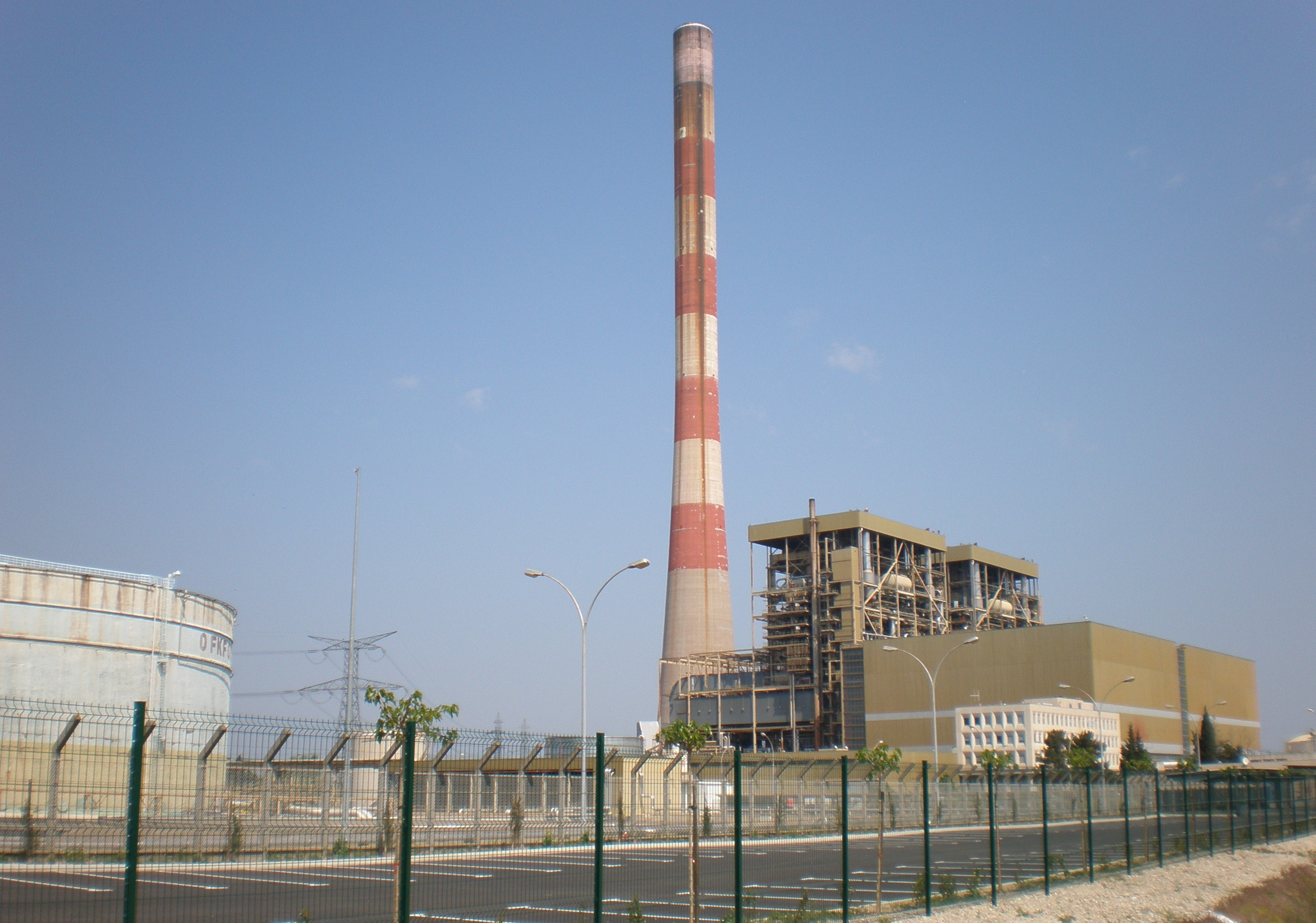
La centrale thermique d’Aramon

## Démographie
| 1962  | 1968  | 1975  | 1982   | 1990   | 1999   | 2006   | 2011   | 2012   |
| ----- | ----- | ----- | ------ | ------ | ------ | ------ | ------ | ------ |
| 7 133 | 8 211 | 8 575 | 10 671 | 12 589 | 14 086 | 14 889 | 15 969 | 16 211 |